# Energia di legame
In fisica e in chimica, l'energia di legame è l'energia necessaria per tenere aggregate le parti di un sistema composto. 

## Energia di legame ed energia di dissociazione
In un sistema legato, l'energia totale è inferiore rispetto a quella degli elementi che lo compongono e quindi l'energia di legame {\displaystyle E_{B}} (dall'inglese: Binding Energy) è per definizione negativa ({\displaystyle E_{B}<0}).
L'energia di dissociazione è invece l'energia che deve essere fornita al sistema per vincere le forze che lo tengono unito ({\displaystyle E_{D}>0}). 
L'energia di legame e quella di dissociazione sono quindi uguali in modulo, ma opposte di segno:
{\displaystyle E_{D}=-\,E_{B}}

## Tipi di energie di legame
Ogni corpo ha la propria energia di legame {\displaystyle E_{B}}, calcolabile a partire da quella di dissociazione {\displaystyle E_{D}} cambiata di segno. L'energia di dissociazione si valuta calcolando l'energia necessaria per allontanare all'infinito (quindi con energia di legame nulla) tutte le particelle che lo compongono. Il valore di tale energia dipende dalla forza che lega tra loro le particelle.
In successione, dalla forza più debole alla più forte, si ha:
1. Gravitazionale. In astrofisica, l'energia di legame di un corpo celeste è l'energia necessaria a tenerne aggregate le parti. Tale energia è data dall'interazione gravitazionale e prende il nome di energia di legame gravitazionale. Se un corpo con la massa e il raggio della Terra fosse composto solo da idrogeno atomico, l'energia di legame gravitazionale sarebbe di -0,392 eV per atomo. Se invece l'astro formato di solo idrogeno atomico avesse la massa e il raggio del Sole, l'energia di legame raggiungerebbe i -1.195,586 eV per atomo.
2. Molecolare. In una molecola, l'energia di legame tiene uniti gli atomi costituenti mediante dei legami chimici. L'energia chimica si manifesta nel corso della dissociazione di molecole con la produzione di calore, come nei fenomeni di combustione, nelle esplosioni o anche nei processi biologici. Le energie coinvolte sono tipicamente di pochi elettronvolt per ogni legame chimico (il legame carbonio-carbonio è di circa -3,6 eV).
3. Atomica. Per un atomo l'energia di legame è data dall'interazione elettromagnetica e prende il nome di energia di legame atomico. L'energia di dissociazione è l'energia di ionizzazione necessaria a separare il nucleo atomico dagli elettroni, ponendoli a distanza tale che non interferiscano tra loro.  L'energia di dissociazione per un atomo di idrogeno nello stato fondamentale è di 13,598 eV. L'intervallo delle energie di ionizzazione degli elementi chimici varia dai 3,894 eV per l'elettrone più esterno del cesio agli 11.567,617 eV per l'elettrone più interno dell'atomo di rame.
4. Nucleare. Per un nucleo atomico l'energia di legame è l'energia necessaria a comporre il nucleo a partire dai singoli protoni e neutroni. Tale energia è data dalla forza nucleare forte, mediata dai pioni, e prende il nome di energia di legame nucleare. L'energia di dissociazione è l'energia necessaria a separare i costituenti del nucleo, portandoli a distanza tale che non vi sia interazione tra loro. L'energia di legame per nucleone varia da -2,2245 MeV per il deuterio (2H o H–2) (2 nucleoni) a -8,7945 MeV per il nichel–62 (62 nucleoni).
5. Subnucleare. È l'energia che lega i vari quark all'interno di un adrone.  Come previsto dalla QCD (cromodinamica quantistica), è generata dall'interazione nucleare forte, mediata dai gluoni. Questa energia di legame è responsabile per il 99% della massa dei nucleoni.

## Difetto di massa
In un sistema legato, l'energia totale è inferiore rispetto a quella degli elementi che lo compongono. Durante la formazione di un sistema legato, la differenza d'energia viene rilasciata o sotto forma di energia cinetica o trasportata da onde (solitamente elettromagnetiche; gravitazionali nel caso del collasso di buchi neri).
Per la legge di conservazione della massa-energia di Albert Einstein, la sua massa deve di conseguenza essere minore della somma delle masse dei componenti. Il motivo di tale differenza di massa, che prende il nome di difetto di massa {\displaystyle \Delta M}, dipende dal fatto che il sistema necessita di un'energia di legame (negativa) per mantenere coese le sue parti. Se 
{\displaystyle A+B\to C}
allora
{\displaystyle M_{C}<M_{A}+M_{B}}
e
{\displaystyle \Delta M=M_{C}-M_{A}-M_{B}<0}
L'energia di legame (atomico, molecolare, nucleare, subnucleare, gravitazionale) è data dal prodotto tra il difetto di massa {\displaystyle \Delta M} per il quadrato della velocità della luce nel vuoto:
{\displaystyle B_{E}=\Delta M\cdot c^{2}}
Si noti che entrambe le quantità {\displaystyle B_{E}} e {\displaystyle \Delta M} sono negative.
Nei decadimenti radioattivi spontanei:
{\displaystyle C\to A+B}
deve valere
{\displaystyle M_{C}>M_{A}+M_{B}}
e il difetto di massa risulta essere
{\displaystyle \Delta M=M_{A}+M_{B}-M_{C}<0}
L'energia di dissociazione spontanea (Q valore) si trasforma in energia cinetica K dei prodotti di decadimento:
{\displaystyle Q=E_{D}=-E_{B}=-\Delta M\cdot c^{2}=(M_{C}-M_{A}-M_{B})\cdot c^{2}=K_{A}+K_{B}>0}

## Energia di legame nucleare

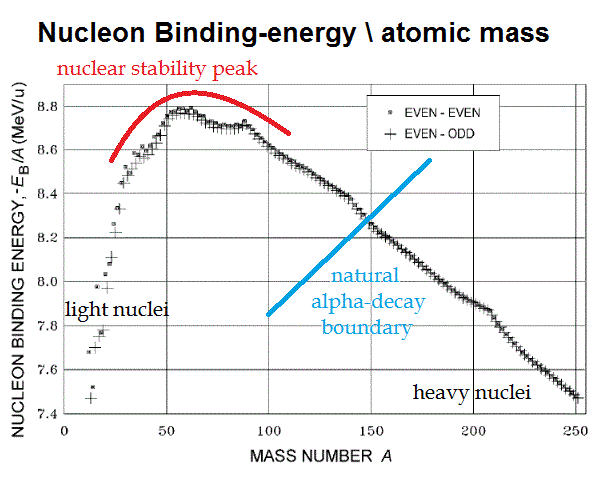
Energia di legame per nucleone. I nuclei più stabili sono quelli del picco (curva rossa). Quelli troppo pesanti (oltre la linea blu) subiscono decadimenti alfa spontanei, fino al raggiungimento della linea di demarcazione per l'emissione alfa. I valori riportati sono positivi perché viene rappresentato la quantità

L'energia di legame nucleare è l'energia responsabile della stabilità del nucleo, che dipende dal numero di protoni in relazione al numero di neutroni: se il numero di neutroni è troppo piccolo o troppo grande, il nucleo risulta instabile e decade radioattivamente.
Per un nucleo atomico la massa misurata è minore della somma delle masse dei suoi protoni e neutroni: detti Z e N rispettivamente il numero di protoni e neutroni presenti, si ha:
{\displaystyle M_{nucleo}<Z\cdot m_{protone}+N\cdot m_{neutrone}}
Come detto, l'energia di legame è data dal prodotto tra il difetto di massa ed il quadrato della velocità della luce nel vuoto:
{\displaystyle B_{E}=\Delta M\cdot \,c^{2}=(M_{nucleo}-\sum _{k=1}^{A}m_{k})\cdot c^{2}}
Nella tavola periodica degli elementi l'energia di legame cresce (in valore assoluto) all'aumentare della massa atomica fino ad arrivare alla regione più stabile, nella sequenza tra il magnesio e lo xeno: con l'ulteriore crescere delle dimensioni nucleari l'energia di legame decresce. Dividendo il valore assoluto l'energia di legame del nucleo per il numero di nucleoni (A = Z + N) si ottiene l'energia di legame media per ogni nucleone, il cui massimo valore si trova nel nichel 62.

### Formula semiempirica di Bethe-Weizsäcker
Per un nucleo contenente A nucleoni, di cui Z protoni, esiste una formula semiempirica per l'energia di legame, dovuta al fisico Carl Friedrich von Weizsäcker:
{\displaystyle E_{B}=a\,A-b\,A^{2/3}-c\,{\frac {Z(Z-1)}{A^{1/3}}}-d\,{\frac {(A-2Z)^{2}}{A}}\pm {\frac {e}{A^{3/4}}}}
dove l'energia di legame {\displaystyle E_{B}>0} (vedi nota successiva) è misurata in MeV per i seguenti valori delle costanti:

{\displaystyle a=14,0} 

{\displaystyle b=13,0} 

{\displaystyle c=0,585} 

{\displaystyle d=19,3} 

{\displaystyle e=12.0}
Il primo termine rappresenta l'energia dovuta all'interazione tra due nucleoni vicini, il secondo termine, proporzionale alla superficie del nucleo, è una correzione al primo, il terzo è dovuto alla repulsione elettrostatica, il quarto tiene conto della stabilità del nucleo dovuta alla simmetria tra protoni e neutroni, mentre l'ultimo termine è dato dal "pairing" degli spin, ed è dato da:
{\displaystyle \delta _{o}={\frac {e}{A^{3/4}}}}
con
{\displaystyle \delta (A,Z)={\begin{cases}+\delta _{o}&Z,N{\mbox{ pari }}(A{\mbox{ pari }})\\~~~0&A{\mbox{ dispari }}\\-\delta _{o}&Z,N{\mbox{ dispari }}(A{\mbox{ pari }})\end{cases}}}
Secondo una convenzione usata in fisica nucleare, la formula di Bethe-Weizsäcker calcola un valore positivo ({\displaystyle E_{B}>0}) dell'energia di legame {\displaystyle E_{B}}. 
La massa di un nucleo atomico è in questo caso data da:
{\displaystyle M_{nucleo}=Z\cdot m_{protone}+N\cdot m_{neutrone}-{\frac {E_{B}}{c^{2}}}}

## Masse ed energie atomiche e nucleari
Sperimentalmente, dati i valori
- mp = 938,2723 MeV/c2
- me = 0,5110 MeV/c2
- mn = 939,5656 MeV/c2
- 1 u = 1 uma = 931,494028(±0.000023) MeV/c2

per i nuclei la cui energia di legame è maggiore si sono trovati i seguenti risultati:
| nucleo | P  | N  | eccesso di massa | massa totale | massa totale / A | energia di legame totale / A | difetto di massa | energia di legame | energia di legame / A |
| ------ | -- | -- | ---------------- | ------------ | ---------------- | ---------------------------- | ---------------- | ----------------- | --------------------- |
| 56Fe   | 26 | 30 | -60,6054 MeV     | 55,934937 u  | 0,9988382 u      | 9,1538 MeV                   | 0,528479 u       | 492,275 MeV       | 8,7906 MeV            |
| 58Fe   | 26 | 32 | -62,1534 MeV     | 57,933276 u  | 0,9988496 u      | 9,1432 MeV                   | 0,547471 u       | 509,966 MeV       | 8,7925 MeV            |
| 60Ni   | 28 | 32 | -64,4721 MeV     | 59,930786 u  | 0,9988464 u      | 9,1462 MeV                   | 0,565612 u       | 526,864 MeV       | 8,7811 MeV            |
| 62Ni   | 28 | 34 | -66,7461 MeV     | 61,928345 u  | 0,9988443 u      | 9,1481 MeV                   | 0,585383 u       | 545,281 MeV       | 8,7948 MeV            |

Per alcuni nuclei leggeri, inoltre, si ha:
| nucleo | P | N | eccesso di massa | massa totale | massa totale / A | energia di legame totale / A | difetto di massa | energia di legame | energia di legame / A |
| ------ | - | - | ---------------- | ------------ | ---------------- | ---------------------------- | ---------------- | ----------------- | --------------------- |
| n      | 0 | 1 | 8,0716 MeV       | 1,008665 u   | 1,008665 u       | 0,0000 MeV                   | 0 u              | 0 MeV             | 0 MeV                 |
| 1H     | 1 | 0 | 7,2890 MeV       | 1,007825 u   | 1,007825 u       | 0,7826 MeV                   | 0,0000000146 u   | 0,0000136 MeV     | 13,6 eV               |
| 2H     | 1 | 1 | 13,13572 MeV     | 2,014102 u   | 1,007051 u       | 1,50346 MeV                  | 0,002388 u       | 2,22452 MeV       | 1,11226 MeV           |
| 3H     | 1 | 2 | 14,9498 MeV      | 3,016049 u   | 1,005350 u       | 3,08815 MeV                  | 0,0091058 u      | 8,4820 MeV        | 2,8273 MeV            |
| 3He    | 2 | 1 | 14,9312 MeV      | 3,016029 u   | 1,005343 u       | 3,09433 MeV                  | 0,0082857 u      | 7,7181 MeV        | 2,5727 MeV            |